# Сверблячка сьомого року
«Сверблячка сьомого року» (іноді помилково перекладається як «Семилітня сверблячка», «Семилітнє бажання»; англ. «The Seven Year Itch») — американська кінокомедія 1955 року за участю Мерилін Монро й Тома Юела. Зняла кінокомпанія 20th Century Fox. Режисер — Біллі Вайлдер. Засновано на однойменній комедійній п'єсі Джорджа Екселрода, успішно поставленій на Бродвеї у 1952 році за участю Тома Юелла (Річард Шерман), Неви Паттерсон (Хелен Шерман) і Ванесси Браун (Дівчина) (загалом 1141 вистав).
За роль у цьому фільмі Том Юелл одержав нагороду «Золотий глобус» як найкращий актор. Фільм потрапив на 51 позицію у рейтингу найкращих комедій століття за версією Американського інституту кіномистецтв.

## Сюжет

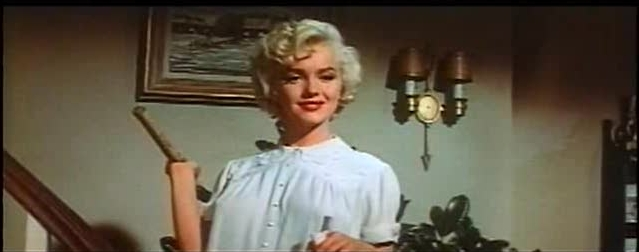
Дівчина (Мерилін Монро)

Щоліта нью-йоркські чоловіки відправляють своїх дружин і дітей із спекотного задушливого міста на відпочинок, а самі залишаються і далі заробляти на життя. За статистикою, саме в цей час значно зростають випадки подружньої невірності.
Головний герой фільму, скромний рядовий книговидавець Річард Шерман — зразковий сім'янин, що ніколи не зраджував дружину. Однак цього разу, відправивши дружину Гелен із сином на канікули в Мен, він ходить як не свій, почуваючи непереборну спокусу «загуляти». Він готує до видання роботу відомого німецького психоаналітика, у якій описано типові проблеми чоловіків середнього віку — нібито після семи років щасливого шлюбу в більшості чоловіків прокидається непереборна тяга до подружньої невірності, — так звана «сверблячка сьомого року» — що нерідко мала найнеймовірніші наслідки. Шерман розуміє, що саме це відбувається зараз із ним, і намагається стримувати себе. Швендяючи спустілою квартирою, він уявляє свою дружину сидячи у своєму кріслі проти нього, і запевняє її, що ніколи б її не зрадив, що нібито його неодноразово намагалися спокусити численні жінки — від медсестри в лікарні до власної секретарки — але ніхто так і не зміг збити його з доброго шляху.
Але самітність Шермана триває недовго — з'являється його нова сусідка, шикарна білява рекламна фотомодель, що зняла сусідську квартиру на літо. Спочатку вона подзвонила в його двері, бо забула ключ від головних ухідних дверей, потім, поливаючи квіти на балконі, впустила на його балкон великий горщик з томатами. Шерман, зачарований красунею, пропонує їй зайти до нього що-небудь випити. Поки вона спускається до нього, Річард фантазує про завоювання блондинки під звуки другого концерту Рахманінова. У той же час совість постійно його «обсмикує». Коли дівчина приходить, вони мило спілкуються й випивають. Нарешті обоє сідають за рояль щоб зіграти що-небудь, — саме як у мріях Шермана про спокусу дівчини. Він не витримує й цілує її. Зрозумівши, що зробив, збентежений Шерман просить її піти.
Із цього моменту його надзвичайно багата уява починає малювати принизливі сцени того, як дружина викриває його невірність — він певен, що дівчина розповість усім про цю оказію, а що вона працює на телебаченні, то може повідомити про «шаленого спокусника» прямо з екрана телевізора. Протягом цілого дня його терзають подібні страхи. Після дзвінка дружині він з полегшенням зітхає, однак коли вона розповідає, що їх провідав знайомий письменник Том Маккензі, Шерман уявляє собі, як дружина його з ним зраджує, і вирішує «помститися». Він запрошує дівчину в кіно.

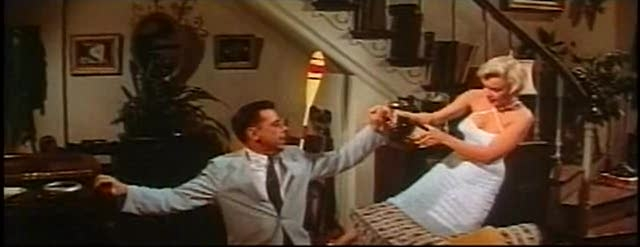
Дівчина допомагає Шерману, палець якого застряг у пляшці з шампанським

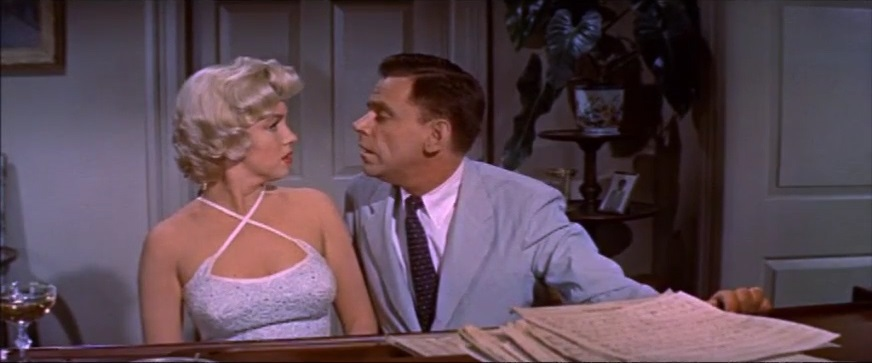
Дівчина та Шерман (сцена коло рояля)

Коли вони повертаються з кіно пізно вночі, дівчина просить його дозволити переночувати в його квартирі — через спеку їй не вдається виспатися вже кілька днів, а в Шермана в кожній кімнаті є кондиціонер. Зненацька до Шермана приходить настирливий двірник Крухулик, якого дружина Шермана попросила почистити килимки, і бачить у нього в кімнаті блондинку. Шерман виставляє з квартири двірника, й тепер трясеться від страху, вважаючи, що Крухулик обов'язково повідомить про це Гелен. Понадто, він підозрює, що Крухулик насправді є приватним детективом Джоні Доларом, якого найняла його дружина стежити за ним.
Поки дівчина спить у нього в спальні, Шерман упаковує весло для човна, щоб відіслати синові. На думку йому постійно спадають дивні гадки. Нарешті він засинає на дивані. Рано вранці Шермана починають терзати побоювання, що дружина, яка на той час могла про все довідатися від Крухулика, їде назад додому. Він уявляє, як вона вривається в будинок з пістолетом і застрелює його за зраду. Він розповідає про свої побоювання дівчині й потім визнає, що насправді його дружина зовсім не ревнива, тому що, на його думку, було б нерозумно ревнувати такого непоказного рядового чоловіка. Дівчина це заперечує й говорить, що вважає його дуже милим і привабливим, і на місці його дружини дуже б ревнувала. Шерман, не в силах більше терпіти тягу до дівчини, вирішує виїхати на два тижні до дружини й сина, незважаючи на заперечення шефа. Він дозволяє дівчині залишитися в його квартирі поки його не буде. Дівчина цілує Шермана на прощання, й він, утративши розум, вибігає з будинку без черевиків — які вона потім викидає йому з вікна.

## У ролях

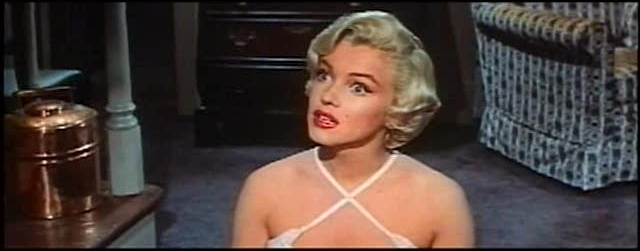
Мерилін Монро

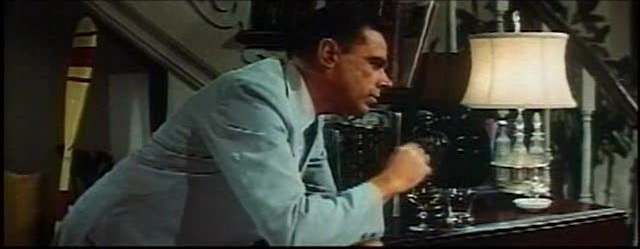
Том Юелл

- Мерилін Монро — Дівчина (ім'я героїні ніколи не називається у фільмі)
- Том Юелл — Річард Шерман
- Евелін Кейс — Гелен Шерман
- Сонні Туфс — Том Маккензі
- Роберт Страусс — пан Крухулик, двірник
- Оскар Хомолка — Доктор Брубейкер, психіатр
- Маргеріт Чепман — Міс Морріс, секретарка
- Керолін Джонс — Міс Фінч, медсестра